# Lijst van voetbalinterlands Nieuw-Zeeland - Vanuatu
Deze lijst van voetbalinterlands is een overzicht van alle officiële voetbalwedstrijden tussen de nationale teams van Nieuw-Zeeland en Vanuatu. De landen speelden tot op heden dertien keer tegen elkaar. Het eerste duel, een kwalificatiewedstrijd voor het Wereldkampioenschap voetbal 1994, werd gespeeld op 27 juni 1992 in Port Vila. Het laatste duel, een kwalificatiewedstrijd voor het Wereldkampioenschap voetbal 2026, vond plaats in Hamilton op 15 november 2024.

## Wedstrijden
| №  | Plaats       | Datum             | Competitie           | Wedstrijd               | Uitslag |
| -- | ------------ | ----------------- | -------------------- | ----------------------- | ------- |
| 1  | Port Vila    | 27 juni 1992      | WK 1994 kwalificatie | Vanuatu − Nieuw-Zeeland | 1 − 4   |
| 2  | Auckland     | 1 juli 1992       | WK 1994 kwalificatie | Nieuw-Zeeland – Vanuatu | 8 – 0   |
| 3  | Brisbane     | 28 september 1998 | OFC Nations Cup 1998 | Nieuw-Zeeland – Vanuatu | 8 – 1   |
| 4  | Papeete      | 21 juni 2000      | OFC Nations Cup 2000 | Nieuw-Zeeland – Vanuatu | 3 – 1   |
| 5  | Auckland     | 13 juni 2001      | WK 2002 kwalificatie | Nieuw-Zeeland − Vanuatu | 7 − 0   |
| 6  | Auckland     | 12 juli 2002      | OFC Nations Cup 2002 | Nieuw-Zeeland − Vanuatu | 3 − 0   |
| 7  | Adelaide     | 2 juni 2004       | WK 2006 kwalificatie | Nieuw-Zeeland − Vanuatu | 2 − 4   |
| 8  | Port Vila    | 17 november 2007  | WK 2010 kwalificatie | Vanuatu − Nieuw-Zeeland | 1 − 2   |
| 9  | Wellington   | 21 november 2007  | WK 2010 kwalificatie | Nieuw-Zeeland − Vanuatu | 4 − 1   |
| 10 | Port Moresby | 31 mei 2016       | WK 2018 kwalificatie | Vanuatu − Nieuw-Zeeland | 0 − 5   |
| 11 | Port Vila    | 21 juni 2024      | OFC Nations Cup 2024 | Vanuatu − Nieuw-Zeeland | 0 − 4   |
| 12 | Port Vila    | 30 juni 2024      | OFC Nations Cup 2024 | Nieuw-Zeeland − Vanuatu | 3 − 0   |
| 13 | Hamilton     | 15 november 2024  | WK 2026 kwalificatie | Nieuw-Zeeland − Vanuatu | 8 − 1   |

## Samenvatting
| Competitie      | Totaal gespeeld | Winst Nieuw-Zeeland | Gelijk | Winst Vanuatu | Doelsaldo Nieuw-Zeeland – Vanuatu |
| --------------- | --------------- | ------------------- | ------ | ------------- | --------------------------------- |
| WK-kwalificatie | 8               | 7                   | 0      | 1             | 40 − 8                            |
| OFC Nations Cup | 5               | 5                   | 0      | 0             | 21 − 2                            |
| Totaal          | 13              | 12                  | 0      | 1             | 61 − 10                           |

NZF · A-internationals · Bondscoaches · Statistieken · N-Zeelands vrouwenelftal · Olympisch elftal · N-Zeeland U21 · N-Zeeland U20 · N-Zeeland U19 · N-Zeeland U18 · N-Zeeland U17
1920 – 1949 ·
1950 – 1959 ·
1960 – 1969 ·
1970 – 1979 ·
1980 – 1989 ·
1990 – 1999 ·
2000 – 2009 ·
2010 – 2019 ·
2020 − 2029
WK 1982 ·
WK 2010
OS 2008 ·
OS 2012 ·
OS 2020
1922 · 
1923 · 
1924 · 
1925–1926 ·
1927 · 
1928–1932 ·
1933 · 
1934–1935 ·
1936 · 
1937 · 
1938–1945 ·
1946 · 
1947 · 
1948 · 
1949–1950 ·
1951 · 
1952 · 
1953 ·
1954 · 
1955 · 
1956 ·
1957 · 
1958 · 
1959 · 
1960 · 
1961 · 
1962 · 
1963 ·
1964 · 
1965–1966 ·
1967 · 
1968 · 
1969 · 
1970 · 
1971 · 
1972 · 
1973 · 
1975 · 
1976 · 
1977 · 
1978 · 
1979 · 
1980 · 
1981 · 
1982 · 
1983 · 
1984 · 
1985 · 
1986 · 
1987 · 
1988 · 
1989 · 
1990 · 
1991 · 
1992 · 
1993 · 
1994 · 
1995 · 
1996 · 
1997 · 
1998 · 
1999 · 
2000 · 
2001 · 
2002 · 
2003 · 
2004 · 
2005 · 
2006 · 
2007 · 
2008 · 
2009 · 
2010 · 
2011 · 
2012 · 
2013 ·
2014 ·
2015 ·
2016 ·
2017 ·
2018 ·
2019 ·
2020 ·
2021 ·
2022 ·
2023 ·
2024
Australië ·
Bahrein ·
Botswana ·
Brazilië ·
Canada ·
Chili ·
China ·
Colombia ·
Congo-Kinshasa ·
Cookeilanden ·
Costa Rica ·
Curaçao ·
Duitsland ·
Egypte ·
El Salvador ·
Engeland ·
Estland ·
Fiji ·
Frankrijk ·
Gambia ·
Georgië ·
Ghana ·
Griekenland ·
Honduras ·
Hongarije ·
Ierland ·
India ·
Indonesië ·
Irak ·
Iran ·
Israël ·
Italië ·
Jamaica ·
Japan ·
Jordanië ·
Kenia ·
Koeweit ·
Libanon ·
Litouwen ·
Maleisië ·
Marokko ·
Mexico ·
Myanmar ·
Nieuw-Caledonië ·
Noord-Ierland ·
Noorwegen ·
Oezbekistan ·
Oman ·
Papoea-Nieuw-Guinea ·
Paraguay ·
Peru ·
Polen ·
Portugal ·
Qatar ·
Rusland ·
Salomonseilanden ·
Samoa ·
Saoedi-Arabië ·
Schotland ·
Servië ·
Singapore ·
Slovenië ·
Slowakije ·
Soedan ·
Sovjet-Unie ·
Spanje ·
Tahiti ·
Taiwan ·
Tanzania ·
Thailand ·
Trinidad en Tobago ·
Tunesië ·
Turkije ·
Uruguay ·
Vanuatu ·
Venezuela ·
Verenigde Arabische Emiraten ·
Verenigde Staten ·
Wales ·
Wit-Rusland ·
Zuid-Afrika ·
Zuid-Korea ·
Zuid-Vietnam ·
Zweden
Italië (2010) ·
Schotland (1982) · 
Slowakije (2010)
VFF · 
Vanuatuaans vrouwenelftal
Interlands
Tegenstander:
Amerikaans-Samoa ·
Australië ·
Brunei ·
Cookeilanden ·
Estland ·
Fiji ·
Guam ·
Guinee ·
India ·
Indonesië ·
Libanon ·
Mongolië ·
Nieuw-Caledonië ·
Nieuw-Zeeland ·
Papoea-Nieuw-Guinea ·
Salomonseilanden ·
Samoa ·
Tahiti ·
Tonga